# ししぶ駅
ししぶ駅（ししぶえき）は、福岡県古賀市美明二丁目にある九州旅客鉄道（JR九州）鹿児島本線の駅である。駅番号はJA08。

## 歴史

### 年表
- 2006年（平成18年）11月2日：古賀市・鹿部新駅建設促進期成会・JR九州の3者で新駅設置に関する覚書の交換を実施[1]。
- 2009年（平成21年）3月14日：開業。
- 2022年（令和4年）3月11日：みどりの窓口の営業を終了[2]。
- 2023年（令和5年）10月1日：駅体制の見直しに伴い、これまでJR九州サービスサポートによる駅業務受託となっていた業務委託駅から[3]、九州旅客鉄道本体による直営駅へと変更される[4]。

### 駅名の由来
所在地の旧地名が由来（旧鹿部地区のうち鹿児島本線付近の地域が、宅地開発に伴い2006年（平成18年）より改称された）。仮称の段階では漢字で「鹿部」と表記していたが、地元以外の利用者にもわかりやすくするため平仮名で「ししぶ」としている。また、JR北海道に鹿部（しかべ）駅があるため、それとの区別にもなっている。

## 駅構造
相対式ホーム2面2線を有する地上駅で橋上駅舎を備える。
7時30分から19時30分までは駅係員が配置され、それ以外の時間帯は無人駅となっている。

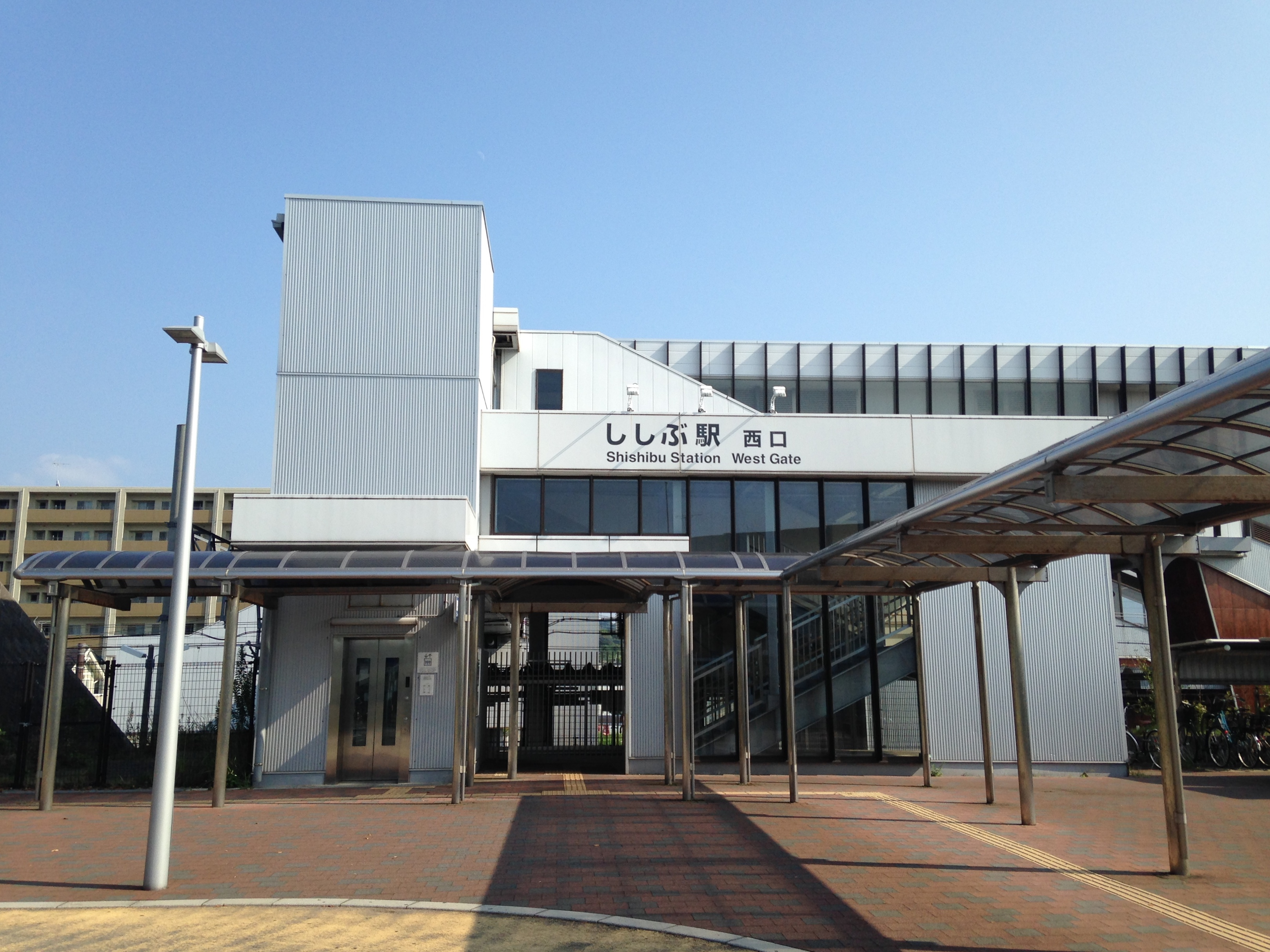
西口（2016年9月）

なお、前後の駅ののりばは基本的に上り線側から1・2…と付番されている（つまり、上り線側に駅事務室が設置されている）が、当駅と新宮中央駅は下り線側に駅事務室が設置されたため、下り線側が1番となっている。

### のりば
| のりば | 路線       | 方向 | 行先             |
| ------ | ---------- | ---- | ---------------- |
| 1      | 鹿児島本線 | 下り | 博多・久留米方面 |
| 2      | 鹿児島本線 | 上り | 折尾・小倉方面   |

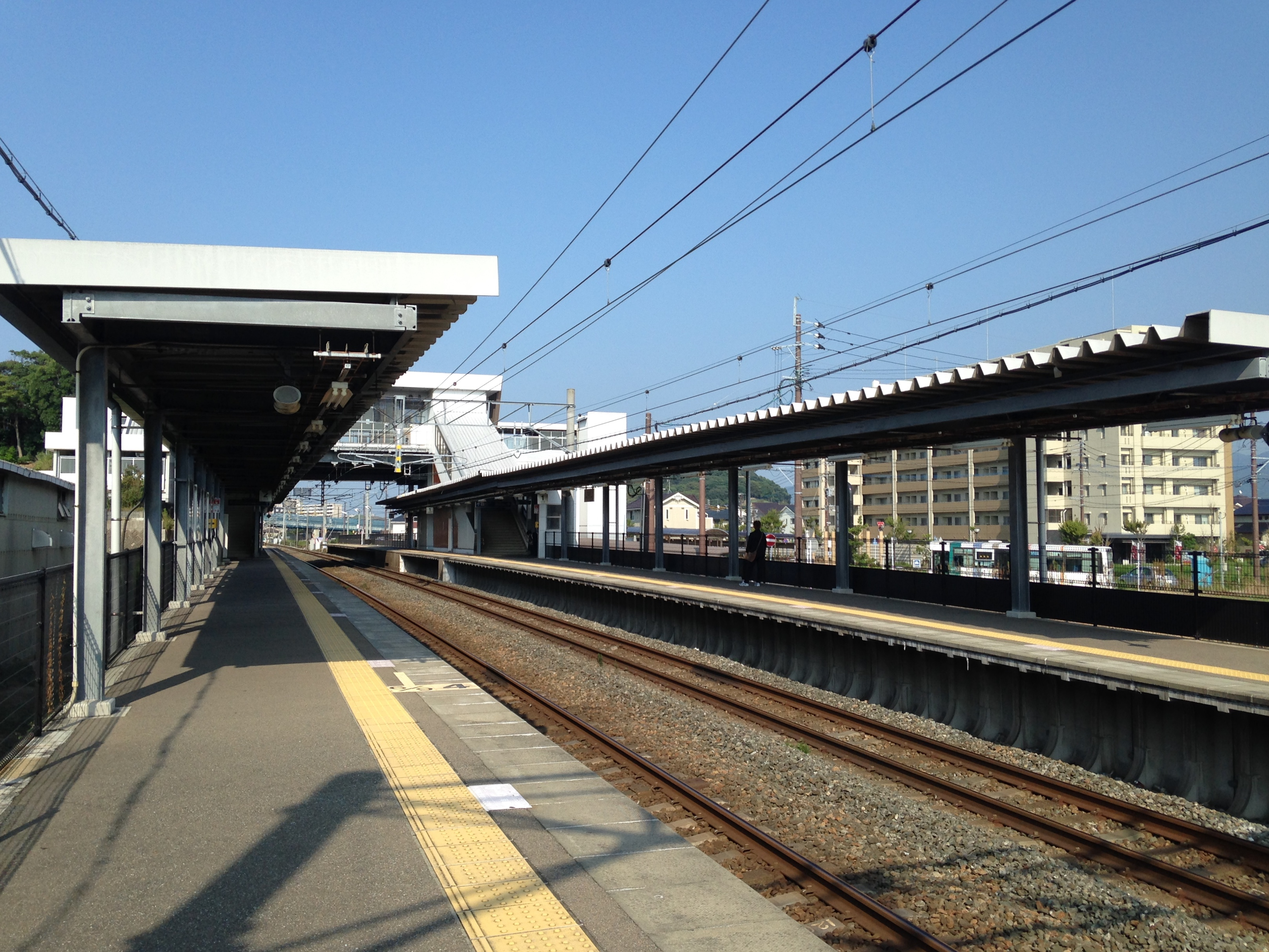
ホーム（2016年9月）

## 利用状況
2023年度の1日平均乗車人員は1,518人であり、JR九州の駅としては第117位である。なお、JR九州は開業前の2006年10月31日、当駅における1日平均乗車人員の予測について2,000人と発表していた。
近年の1日平均乗車人員は下表のとおりである。
| 年度               | 1日平均 乗車人員 |
| ------------------ | ---------------- |
| 2016年（平成28年） | 1,411            |
| 2017年（平成29年） | 1,502            |
| 2018年（平成30年） | 1,592            |
| 2019年（令和元年） | 1,617            |
| 2020年（令和02年） | 1,375            |
| 2021年（令和03年） | 1,470            |
| 2022年（令和04年） | 1,485            |
| 2023年（令和05年） | 1,518            |

## 駅周辺
駅周辺は古賀市の西部にあたり、隣の新宮町に接する地域である。もとは鹿部（ししぶ）という集落であったが、新駅建設工事と並行して鹿部土地区画整理事業が実施され住宅地の開発が進められており、町名も現在の町名に変更された。西口・東口共に降りてすぐに住宅地が広がっており、南西方向に進むと新宮町に入る。
- 西口
  - 古賀市隣保館[5]
  - 国道495号
  - 古賀ゴルフ・クラブ[5]
- 東口
  - 九州電力古賀変電所
  - 国道3号
  - ニトリ新宮店
  - 古賀工業団地

## その他
- 自動改札機が設置されており、開業当初からICカード「SUGOCA」が利用可能である。磁気式ストアードフェアカード「ワイワイカード」も、開業時からカード自体の廃止まで利用可能であった。

## 隣の駅
九州旅客鉄道（JR九州）
 鹿児島本線
■快速・■区間快速
通過
■普通
古賀駅 (JA09) - ししぶ駅 (JA08) - 新宮中央駅 (JA07)

#### 本文中の出典
1. ↑  古賀市市議会 平成18年第4回定例会（第1日）（2006年12月07日）建設産業委員長発言
2. ↑  “駅体制の見直しについて”.   九州旅客鉄道株式会社. 2021年12月23日閲覧。
3. ↑  “北九州事業所”.   JR九州サービスサポート. 2021年12月25日時点のオリジナルよりアーカイブ。2021年12月25日閲覧。
4. ↑  “鉄道駅業務”.   JR九州サービスサポート. 2023年10月2日閲覧。
5. 1 2 3 4  『週刊 JR全駅・全車両基地』 08号 博多駅・伊万里駅・西戸崎駅ほか81駅、朝日新聞出版〈週刊朝日百科〉、2012年9月30日、20頁。
6. ↑  “ししぶ駅 | 駅情報 | 駅・きっぷ・列車予約 | JR九州”. www.jrkyushu.co.jp. 2020年9月24日閲覧。
7. ↑  “駅別乗車人員上位300駅（2023年度）” (PDF).   九州旅客鉄道. 2025年3月29日閲覧。
8. ↑  朝日新聞西部本社福岡、2006年11月1日朝刊27面

#### 利用状況の出典
JR九州の1日平均利用客数
1. ↑  駅別乗車人員上位300駅（平成28年度) - ウェイバックマシン（2017年8月1日アーカイブ分）
2. ↑  駅別乗車人員上位300駅（2017年度） - ウェイバックマシン（2018年7月20日アーカイブ分）
3. ↑  “駅別乗車人員上位300駅（2018年度）” (PDF).   九州旅客鉄道. 2019年7月23日閲覧。
4. ↑  “駅別乗車人員上位300駅（2019年度）” (PDF).   九州旅客鉄道. 2020年9月24日閲覧。
5. ↑  “駅別乗車人員上位300駅（2020年度）” (PDF).   九州旅客鉄道. 2021年9月2日閲覧。
6. ↑  “駅別乗車人員上位300駅（2021年度）” (PDF).   九州旅客鉄道. 2025年3月29日閲覧。
7. ↑  “駅別乗車人員上位300駅（2022年度）” (PDF).   九州旅客鉄道. 2025年3月29日閲覧。
8. ↑  “駅別乗車人員上位300駅（2023年度）” (PDF).   九州旅客鉄道. 2025年3月29日閲覧。